# Seemann
Seemann è un singolo del gruppo musicale tedesco Rammstein, pubblicato il 2 gennaio 1996 come secondo estratto dal primo album in studio Herzeleid.

## Descrizione
Si tratta della quinta traccia del disco e rappresenta la prima power ballad prodotta dal gruppo.
Nel 2003 il singolo è stato rivisitato dagli Apocalyptica e Nina Hagen.

## Tracce
1. Seemann – 4:48
2. Der Meister – 5:10
3. Rammstein in the House (Timewriter RMX) – 6:24

## Formazione
- Christoph Doom Schneider – batteria
- Doktor Christian Lorenz – tastiera
- Paul Landers – chitarra
- Oliver Riedel – basso
- Richard Z. Kruspe – chitarra
- Till Lindemann – voce